# 坦坪镇
坦坪乡，是中华人民共和国湖南省郴州市嘉禾县下辖的一个乡镇级行政单位。

## 行政区划
坦坪乡下辖以下地区：
坦坪社区、坦坪村、秀溪村、西车村、沈溪村、潭湾村、背里亭村、雷村、罗村、皇峰村、山塘村、峰塘村、新谢村、老谢村、坳头村、南元村、石富冲村、托山村、汪洋塘村和长溪村。